# Les Époux Andrews
Les Époux Andrews – en anglais Mr and Mrs Andrews – est un tableau réalisé par le peintre britannique Thomas Gainsborough vers 1750 dans le Suffolk. Cette huile sur toile est une idylle composée d'un double portrait dans sa moitié gauche et d'un paysage champêtre dans l'autre : elle représente le couple de jeunes mariés formé par Robert et Frances Mary Andrews devant ses terres près de Sudbury, lui debout, un fusil de chasse sous le bras et un chien à ses pieds, elle assise sur un banc, devant le large tronc d'un chêne, ses mains convergeant autour d'une partie de sa robe bleue laissée inachevée, car peut-être destinée à accueillir un futur nouveau-né. Chef-d'œuvre de la jeunesse de l'artiste, la peinture est conservée à la National Gallery, à Londres, depuis son acquisition en 1960.